# Grypania spiralis
Grypania spiralis – spiralna skamieniałość prekambryjskiego organizmu opisana w 1899 roku jako gatunek prawdopodobnie eukariotycznego glonu, odkryta w Montanie, Chinach, Indiach oraz we wstęgowych rudach żelazistych formacji Negaunee Iron-Formation (Marquette Iron Range) w stanie Michigan (USA). Pierwsze skamieniałości tego gatunku opisane przez M.R. Waltera i współpracowników datowano na około 1,3 mld lat, natomiast wiek okazów z Negaunee Iron-Formation szacowany jest na 2,1 miliarda lat (proterozoik), co oznaczałoby, że G. spiralis jest najstarszym znanym wielokomórkowcem. Część badaczy uważa jednak, że skamieniałości te mogą być pozostałością kolonii jednokomórkowych organizmów prokariotycznych. Za niekontrowersyjne najstarsze skamieniałości eukariotyczne uważane są mające ok. 1,6 mld lat okazy z indyjskiej formacji Rohtas (Windhja).